# Lingyan Nan Lu
Lingyan Nan Lu (chiń. 灵岩南路站) – stacja metra w Szanghaju, na linii 6. Zlokalizowana jest pomiędzy stacjami Shangnan Lu i Dongfang Tiyu Zhongxin. Została otwarta 29 grudnia 2007.